# Joseph Rosemeyer
 (août 2024).
Joseph Rosemeyer, né le 13 mars 1872 à Lingen en Allemagne et mort le 1er décembre 1919 à Cologne, est un ingénieur électricien et cycliste sur piste allemand. Il a participé aux Jeux olympiques de 1896 à Athènes, en Grèce.

## Biographie
Rosemeyer a fondé un club cycliste dans son village, Lingen. Bien qu'il ne soit pas parmi les meilleurs cyclistes allemands, il est envoyé en 1895 aux Championnats du Monde Amateur qui a lieu à Cologne, en Allemagne, ce qui lui permet d'être sélectionné pour les premières olympiades modernes.
Aux Jeux olympiques de 1896 à Athènes, il est présent aux épreuves de course sur piste du 10 000 mètres, du 100 kilomètres, du contre-la-montre et du sprint. Il ne parvient pas à terminer le 100 kilomètres, se classe huitième pour le contre-la-montre et quatrième pour les deux autres épreuves.